# Mrázekite
La mrázekite è un minerale.